# Paracycnotrachelus cygneus
Paracycnotrachelus cygneus es una especie de coleóptero de la familia Attelabidae.

## Distribución geográfica
Habita en Camboya, China, Indonesia, Laos,  Malasia, Birmania y Tailandia.